# 17429 Ianhowarth
17429 Ianhowarth este o planetă minoră (asteroid), cu un diametru de 1,901 km, din centura de asteroizi. A fost descoperită pe 3 aprilie 1989 la Observatorul La Silla de Eric Walter Elst și a fost numită după Ian D. Howarth⁠(d). 
Obiectul prezintă o orbită caracterizată de o semiaxă mare de 2,2762343 UAi, o excentricitate de 0,1060168, o înclinație de 3,39857 ° în raport cu ecliptica.